# Khoảng cách nguyên tử
Khoảng cách nguyên tử đề cập đến khoảng cách giữa hạt nhân của các nguyên tử trong vật liệu. Không gian này cực kỳ lớn so với kích thước của hạt nhân nguyên tử và liên quan đến các liên kết hóa học liên kết các nguyên tử lại với nhau.
Khoảng cách giữa các nguyên tử trong hầu hết các chất rắn có trật tự sắp xếp theo thứ tự có khoảng cách một vài ångströms (một phần mười của một nanomet). Trong các khí, thì mật độ rất thấp (ví dụ, trong không gian ngoài thiên thể), khoảng cách trung bình giữa các nguyên tử có thể lớn bằng một mét.
Khoảng cách nguyên tử của các cấu trúc tinh thể thường được xác định bằng cách truyền một sóng điện từ có tần số đã biết đi qua vật liệu và sử dụng định luật nhiễu xạ để xác định khoảng cách nguyên tử của nó.
Độ dài liên kết có thể được xác định giữa các yếu tố khác nhau trong các phân tử bằng cách sử dụng bán kính nguyên tử. Liên kết carbon với chính nó để tạo thành hai chất rắn mạng lưới cộng hóa trị. Liên kết C-C của kim cương có khoảng cách 0,142 giữa mỗi carbon, trong khi liên kết C-C của than chì có khoảng cách 0,341 giữa mỗi carbon. Mặc dù cả hai liên kết nằm giữa cùng một cặp phần tử nhưng chúng vẫn có thể có độ dài liên kết khác nhau.